# Świstaki
Świstaki, dawniej: susły i świszcze (Marmotini) – plemię ssaków z podrodziny afrowiórek (Xerinae) w obrębie rodziny wiewiórkowatych (Sciuridae).

## Zasięg występowania
Plemię obejmuje gatunki występujące w Ameryce Północnej i Eurazji.

## Systematyka
W 1938 roku amerykański zoolog Arthur H. Howell podjął próbę usystematyzowania susłów i połączył większość z nich w jeden rodzaj Citellus Oken, 1816 z podrodzajami: 
- Ammospermophilus Merriam, 1892
- Notocitellus A.H. Howell, 1938
- Otospermophilus Brandt, 1844
- Callospermophilus Merriam, 1897
- Poliocitellus A.H. Howell, 1938
- Ictidomys J.A. Allen, 1877
- Xerospermophilus Merriam, 1892

Howell nie włączył do Citellus świstaka (Marmota) oraz nieświszczuka (Cynomys), zwanych też „pieskami preriowymi”. W 1945 roku Monroe Bryant dokonał nowego podziału, który od systematyki Howell'a różnił się tylko wyłączeniem Ammospermophilus z rodzaju Citellus grupującego susły i nadaniem mu rangi samodzielnego siostrzanego taksonu. W 1956 roku Międzynarodowa Komisja Nomenklatury Zoologicznej zakwestionowała nomenklatoryczną wartość pracy Okena, a tym samym anulowała nazwę rodzajową Citellus, włączając objęte nią gatunki do rodzaju Spermophilus.
W 2005 roku Richard W. Thorington – kurator działu ssaków – oraz Robert S. Hoffmann – dyrektor Muzeum Historii Naturalnej w Waszyngtonie podjęli kolejną próbę usystematyzowania susłów. Uwzględnili w niej wyniki najnowszych badań genetycznych. Zaproponowali nowy podział Spermophilus na podrodzaje:
- Callospermophilus – 3 gatunki
- Ictidomys – 4 gatunki
- Otospermophilus – 5 gatunków
- Poliocitellus – 1 gatunek
- Spermophilus – 26 gatunków, w tym wszystkie susły euroazjatyckie
- Xerospermophilus – 2 gatunki

Wraz z rodzajem Spermophilus do Marmotini zostały zaliczone:
- Ammospermophilus
- Cynomys
- Marmota
- Sciurotamias
- Tamias

W 2009 roku amerykańscy zoolodzy Kristofer M. Helgen, F. Russell Cole, Lauren Helgen i Don E. Wilson opublikowali wyniki badań filogenetycznych z wykorzystaniem mitochondrialnego genu cytochromu b, które wskazały konieczność rewizji dotychczasowego podziału systematycznego, oraz podzielenie taksonu Spermophilus na kilka mniejszych rodzajów. Autorzy równocześnie potwierdzili, że zarówno Ammospermophilus, Cynomys, Tamias, Sciurotamias, jak i Marmota są z nimi blisko spokrewnione i należą do wspólnego plemienia. W taki ujęciu do plemienia należą następujące występujące współcześnie rodzaje:
- Marmota Blumenbach, 1779 – świstak
- Otospermophilus Brandt, 1844 – susłouch
- Callospermophilus Merriam, 1897 – pięknosuseł
- Ictidomys J.A. Allen, 1877 – paskosuseł
- Poliocitellus A.H. Howell, 1938 – preriosuseł – jedynym przedstawicielem jest Poliocitellus franklinii (Sabine, 1822) – preriosuseł trawny
- Xerospermophilus Merriam, 1892 – karłosuseł
- Cynomys Rafinesque, 1817 – nieświszczuk
- Urocitellus Obolenskij, 1927 – susłogon
- Spermophilus F. Cuvier, 1825 – suseł
- Notocitellus A.H. Howell, 1938 – szorstkogrzbiet
- Ammospermophilus Merriam, 1892 – piaszczyk

Opisano również rodzaje wymarłe:
- Arctomyoides Bryant, 1945[36] – jedynym przedstawicielem był Arctomyoides arctomyoides (Douglass, 1903)
- Cynomyoides Korth, 1996[37] – jedynym przedstawicielem był Cynomyoides vatis Korth, 1996
- Heterotamias Qiu Zhuding, 2015[38] – jedynym przedstawicielem był Heterotamias sihongensis (Qiu Zhuding & Liu Yipu, 1986)
- Miospermophilus C.C. Black, 1963[39]
- Paenemarmota Hibbard & Schultz, 1948[40]
- Palaearctomys Douglass, 1903[41] – jedynym przedstawicielem był Palaearctomys montanus Douglass, 1903
- Parapaenemarmota Martin, 1998[42]
- Paratamias Tedrow, Robison & Korth, 2001[43] – jedynym przedstawicielem był Paratamias tarassus Tedrow, Robison & Korth, 2001
- Pliocitellus Hibbard, 1942[44]

## Polskie nazewnictwo
W 1968 roku Komisja Nazewnictwa Zwierząt Kręgowych Polskiego Towarzystwa Zoologicznego nadała plemieniu Marmotini nazwę „susły i świszcze”. Zwierzęta objęte wcześniej rodzajem Spermophilus (sensu lato) są w języku polskim określane mianem susłów. W wydanej w 2015 roku przez Muzeum i Instytut Zoologii Polskiej Akademii Nauk publikacji „Polskie nazewnictwo ssaków świata” plemieniu Marmotini przypisano nazwę świstaki.